# NGC 2521
NGC 2521 este o galaxie lenticulară situată în constelația Linxul. A fost descoperită în 9 februarie 1831 de către John Herschel.